# Letiště Ignace Jana Paderewského Bydhošť
Letiště Ignace Jana Paderewského Bydhošť (IATA: BZG, ICAO: EPBY) (polsky: Port lotniczy im. Ignacego Jana Paderewskiego Bydgoszcz-Szwederowo) je polské regionální letiště ve městě Bydhošť v Polsku. Leží jenom 3,5 km od centra města a okolo 50 km od města Toruň. Z hlediska osobní dopravy je to jedenácté největší letiště v Polsku. V roce 2022 letiště obsloužilo 253 361 cestujících. Je vybaveno jedním terminálem pro cestující a čtyřmi drahami, z nichž hlavní dráha 08/26 je 2500 m dlouhá a 60 m široká. Letiště je pojmenováno na počest polského skladatele a politika Ignacyho Jana Paderewského.

## Letecké společnosti a destinace
Následující letecké společnosti provozují pravidelné pravidelné a charterové lety na letišti Ignace Jana Paderewského v Bydhošti:
| Letecké společnosti | Destinace                                                         |
| ------------------- | ----------------------------------------------------------------- |
| Buzz                | Sezónní charterové: Burgas, Heraklion, Rhodos                     |
| Enter Air           | Sezónní charterové: Antalya, Burgas, Heraklion, Rhodos, Zakynthos |
| LOT Polish Airlines | Varšava–Chopin Sezónní: Krakov                                    |
| Pegasus Airlines    | Sezónní charterové: Antalya                                       |
| Ryanair             | Birmingham, Bristol, Dublin, Londýn–Luton, Londýn–Stansted        |
| Wizz Air            | Londýn–Luton                                                      |

## Statistiky
|                        | Cestující | Náklad (kg) | Pohyby   |
| ---------------------- | --------- | ----------- | -------- |
| 1998                   | 1 451     | 80 000      | 449      |
| 1999                   | ▲ 5 340   | ▲ 120 000   | ▲ 1 382  |
| 2000                   | ▲ 14 089  | -           | ▼ 1 254  |
| 2001                   | ▼ 6 821   | -           | ▲ 1 969  |
| 2002                   | ▲ 13 408  | -           | ▲ 2 342  |
| 2003                   | ▲ 20 064  | -           | ▲ 3 378  |
| 2004                   | ▲ 25 354  | 267 854     | ▼ 2 359  |
| 2005                   | ▲ 38 682  | ▲ 338 937   | ▼ 1 359  |
| 2006                   | ▲ 133 009 | ▲ 340 503   | ▲ 2 685  |
| 2007                   | ▲ 181 576 | ▲ 411 052   | ▲ 3 092  |
| 2008                   | ▲ 280 182 | ▲ 483 234   | ▲ 7 518  |
| 2009                   | ▼ 275 352 | ▲ 520 447   | ▼ 6 376  |
| 2010                   | ▲ 278 150 | ▼ 413 911   | ▼ 5 799  |
| 2011                   | ▲ 279 536 | -           | ▲ 7 537  |
| 2012                   | ▲ 340 024 | -           | ▼ 7 424  |
| 2013                   | ▲ 343 726 | -           | ▼ 7 299  |
| 2014                   | ▼ 289 329 | -           | ▼ 6 076  |
| 2015                   | ▲ 341 079 | -           | ▼ 5 793  |
| 2016                   | ▼ 337 556 | -           | ▲ 6 574  |
| 2017                   | ▼ 331 388 | -           | ▲ 6 809  |
| 2018                   | ▲ 413 245 | -           | ▲ 8 763  |
| 2019                   | ▲ 425 230 | -           | ▲ 11 134 |
| 2020                   | ▼ 127 959 | -           | ▼ 6 920  |
| 2021                   | ▼ 99 303  | 0           | ▼ 6 740  |
| 2022                   | ▲ 253 361 | ▲ 46 852    | ▲ 8 167  |
| Zdroj: Letiště Bydhošť |           |             |          |